# Skotská ragbyová reprezentace

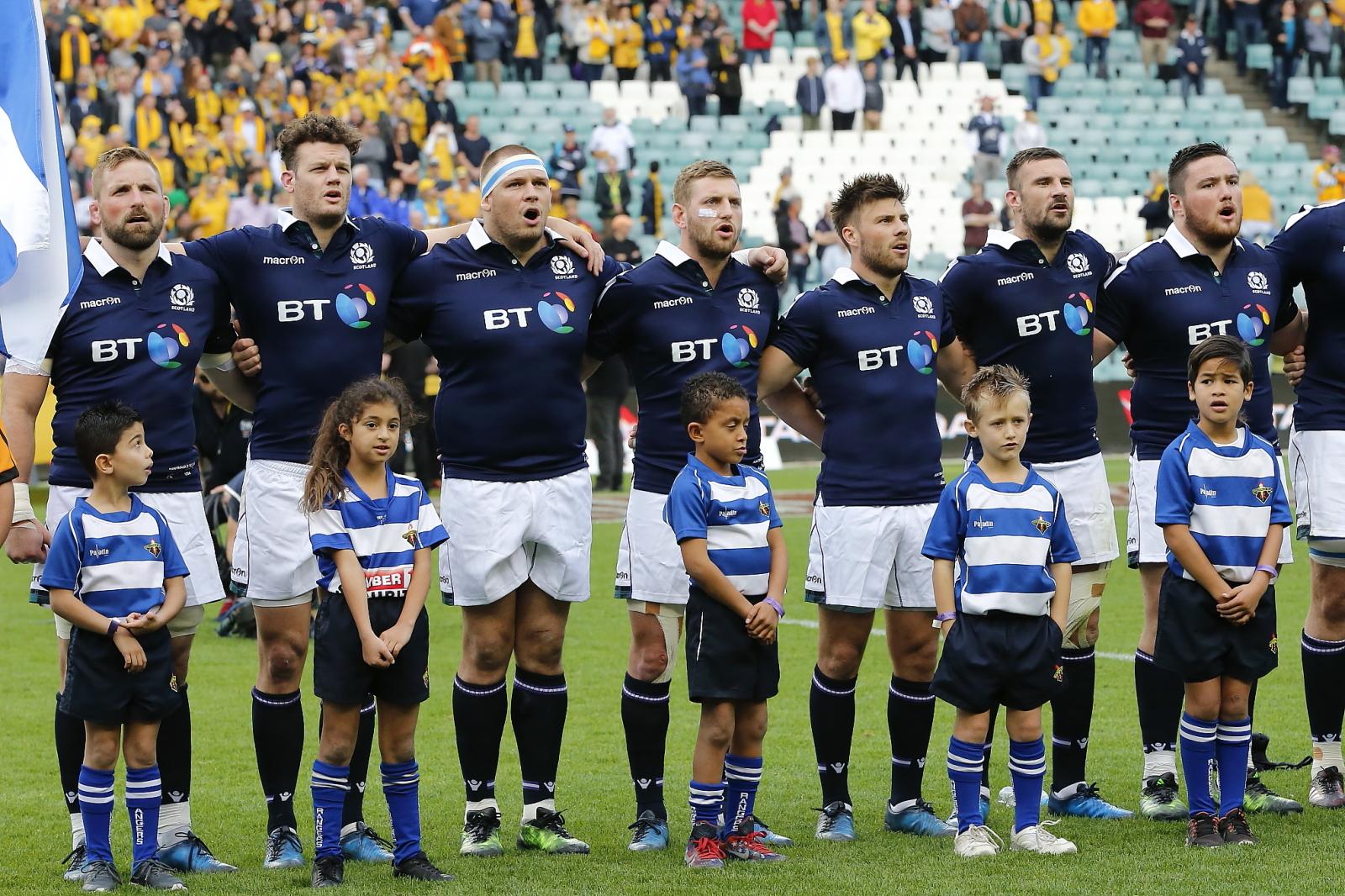
Skotská ragbyová reprezentace v roce 2017

Skotská ragbyová reprezentace reprezentuje Skotsko na turnajích v rugby union. Skotsko je pravidelným účastníkem na mistrovství světa v ragby, které se koná každé čtyři roky. Skotský tým se k 11. listopadu 2019 se nacházel na 9. místě žebříčku Mezinárodní ragbyové federace.

## Historie
První mezinárodní zápas odehrálo Skotsko proti Anglii v roce 1871, v zápase v Edinburghu vyhrálo 1:0.

## Pohár šesti národů
Skotská ragbyová reprezentace se každoročně účastní Poháru šesti národů, který vyhrála patnáctkrát, naposledy v roce 1999.

## Mistrovství světa
| Rok  | Dějiště finálového zápasu | Umístění                              |
| ---- | ------------------------- | ------------------------------------- |
| 1987 | Nový Zéland               | čtvrtfinále (prohra s Novým Zélandem) |
| 1991 | Anglie                    | 4. místo                              |
| 1995 | Jižní Afrika              | čtvrtfinále (prohra s Novým Zélandem) |
| 1999 | Wales                     | čtvrtfinále (prohra s Novým Zélandem) |
| 2003 | Austrálie                 | čtvrtfinále (prohra s Austrálii)      |
| 2007 | Francie                   | čtvrtfinále (prohra s Argentinou)     |
| 2011 | Nový Zéland               | základní skupina                      |
| 2015 | Anglie                    | čtvrtfinále (prohra s Austrálii)      |
| 2019 | Japonsko                  | základní skupina                      |
| 2023 | Francie                   | základní skupina                      |